# Tour de Moron
 (mai 2022).
Pour les articles homonymes, voir Moron.
La Tour de Moron, ou Tour de la formation professionnelle, est une tour réalisée en pierre de taille située sur le territoire de Malleray, commune suisse du canton de Berne, sur la montagne du Moron à 1 360 m d'altitude, dans le Jura bernois. Dessinée par Mario Botta, haute de 30 m et d'un coût avoisinant les 3 millions de francs suisses, elle a été réalisée par 700 apprentis maçons venus de toute la Suisse romande et de Sursee et inaugurée en juillet 2004.

Panorama depuis le haut de la tour de Moron. Janvier 2018.

## Histoire
Au pied de la chaîne montagneuse de Moron, un particulier avait érigé une tour de métal sur laquelle les gens de passage grimpaient. L'anecdote est de Hermann Christen, doyen de l'École de la construction de Tolochenaz qui a passé sa jeunesse non loin de là. Du Jura bernois où elle était implantée, cette « Tour au Luc » offrait une vue imprenable sur la cathédrale de Strasbourg, les Vosges, les Alpes suisses, la Forêt-Noire, etc. Jugée dangereuse, elle fut condamnée par la suite.
Une nouvelle tour, signée de la griffe de Mario Botta, remplace alors l'ancienne. Le célèbre architecte tessinois a offert son travail pour cette tour destinée à la formation professionnelle. Sa construction en pierres de taille réunit 700 apprentis maçons de 2e année. Venus de la Suisse romande entière et de Sursee, ils passent sur la place par groupes échelonnés jusqu'en 2004, année de la fin des travaux. La tour est inaugurée en présence de Joseph Deiss, alors président de la Confédération.
En 2022, une quarantaine de marches de l'escalier sur 209 s'écroulent entre les 20 et le 21 mai et entre les 21 et 22 juin, entraînant la fermeture de la tour,.